# یدید قلع (II)
یدید قلع(II) (به انگلیسی: Tin(II) iodide) با فرمول شیمیایی SnI۲ یک ترکیب شیمیایی است. که جرم مولی آن ۳۷۲٫۵۱۹ g/mol می‌باشد. شکل ظاهری این ترکیب، جامد سفید است.